# Jacques-Nicolas Roettiers
 (mars 2016).
Si vous disposez d'ouvrages ou d'articles de référence ou si vous connaissez des sites web de qualité traitant du thème abordé ici, merci de compléter l'article en donnant les références utiles à sa vérifiabilité et en les liant à la section « Notes et références ».

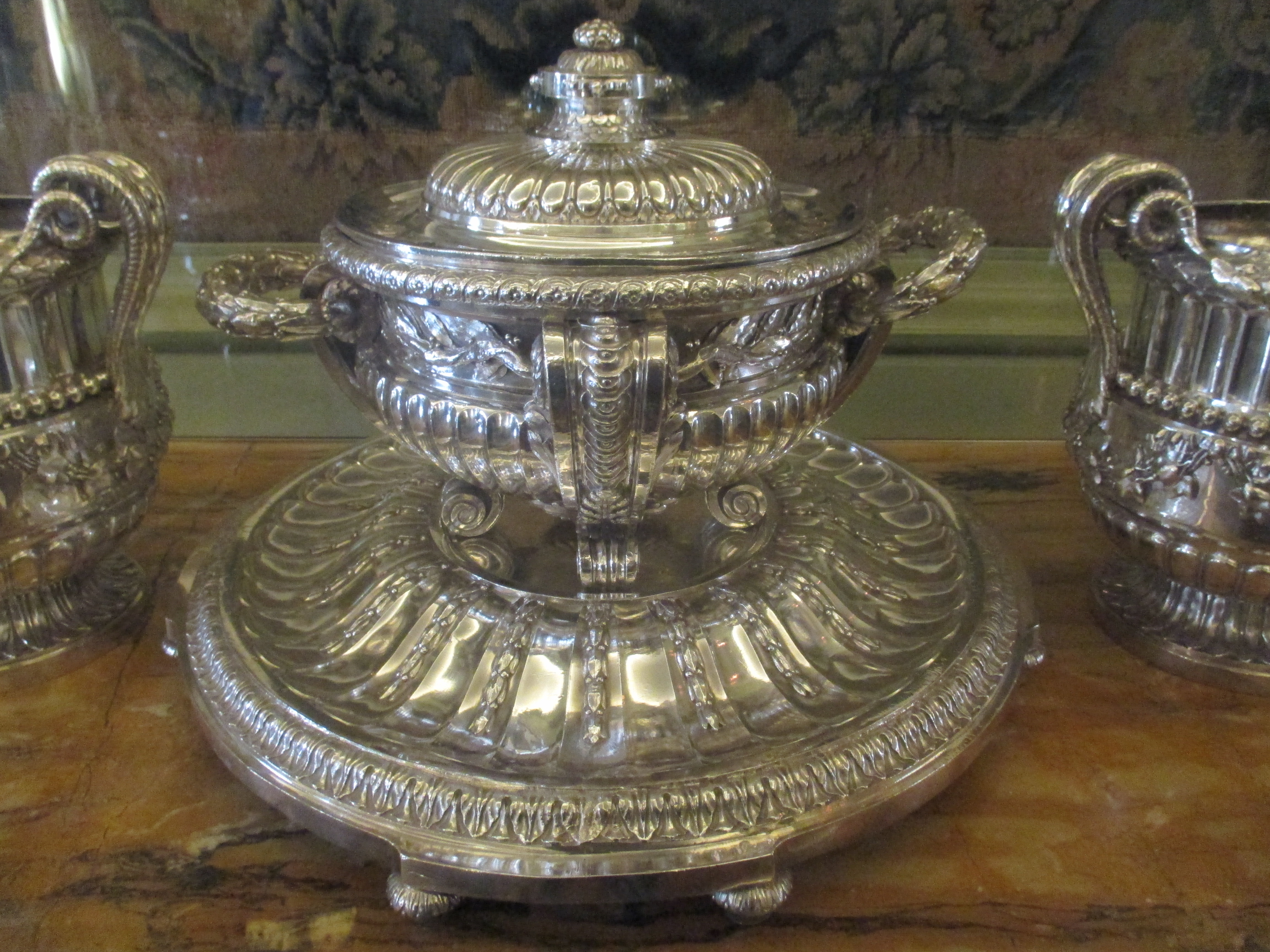
Pièces du service Orloff au musée Nissim-de-Camondo.

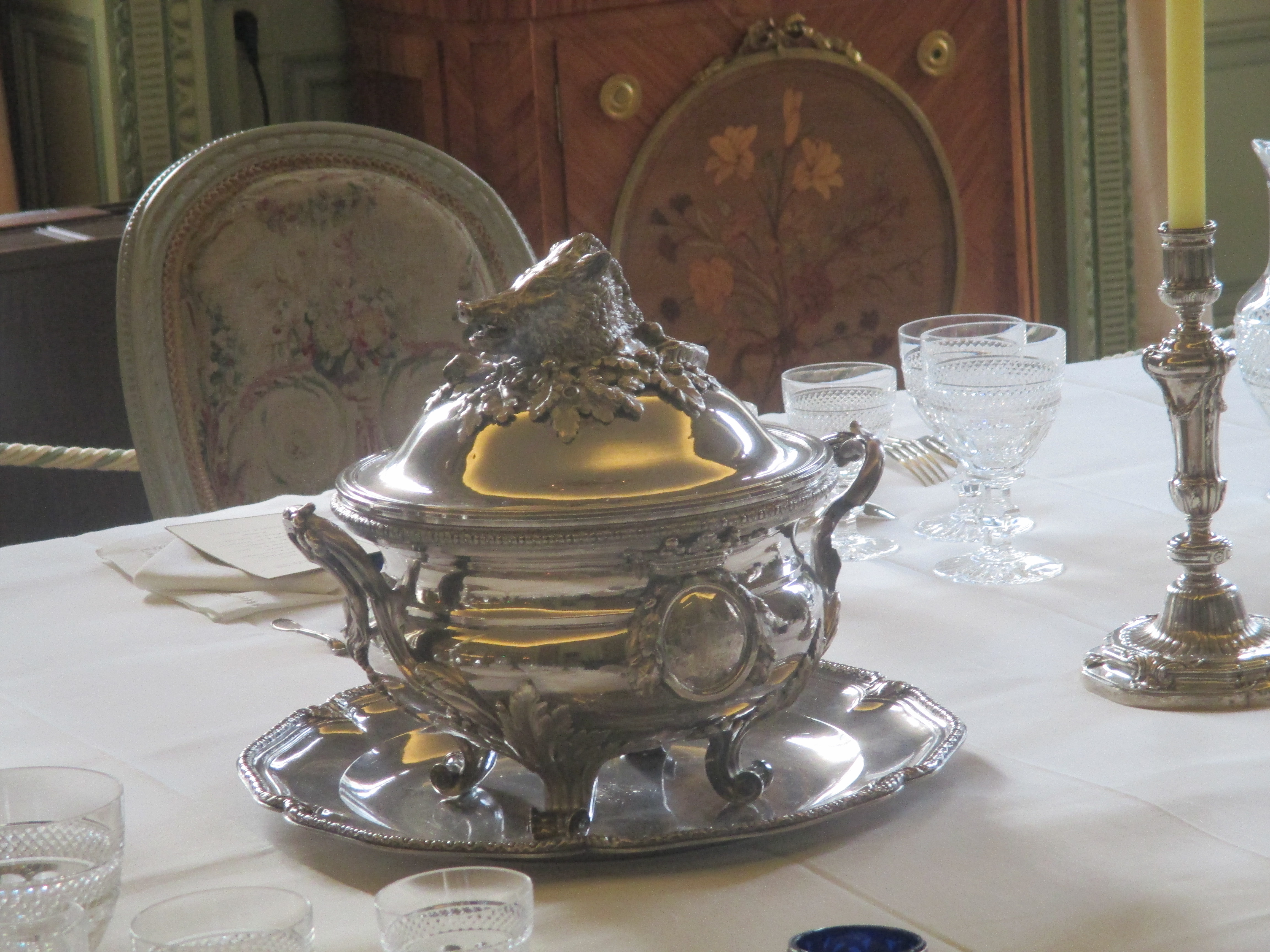
Pot à oille en argent massif, avec hure, au musée Nissim-de-Camondo.

Jacques-Nicolas Roettiers (1736-1788) est un orfèvre d'origine flamande actif à Paris, descendant d'une famille d'orfèvres, graveurs, médailleurs flamande illustre depuis le XVIIe siècle. 
Il est le petit-fils de l'orfèvre Nicolas Besnier et le frère du graveur médailleur Alexandre Roëttiers de Montaleau. Il est passé maître en 1765. Avec son père Jacques Roettiers, dit « Roëttiers de la Tour », ils étaient les plus en vogue dans la seconde moitié du XVIIIe siècle. Il est célèbre pour avoir créé en 1770-1771 le service en argent massif, dit « service Orloff », commandé par l'impératrice Catherine la Grande pour son favori Orloff, dont les pièces sont aujourd'hui dispersées dans différents musées du monde, dont le musée Nissim-de-Camondo à Paris et le Metropolitan Museum of Art à New York.
Jacques-Nicolas Roettiers a été actif jusqu'en 1777.[réf. nécessaire]
Il meurt à Madrid le 16 septembre 1788.

## Source
- (en) Cet article est partiellement ou en totalité issu de l’article de Wikipédia en anglais intitulé « Jacques-Nicolas Roettiers » (voir la liste des auteurs).